# Golfe
Pour l’article ayant un titre homophone, voir Golf (homonymie).

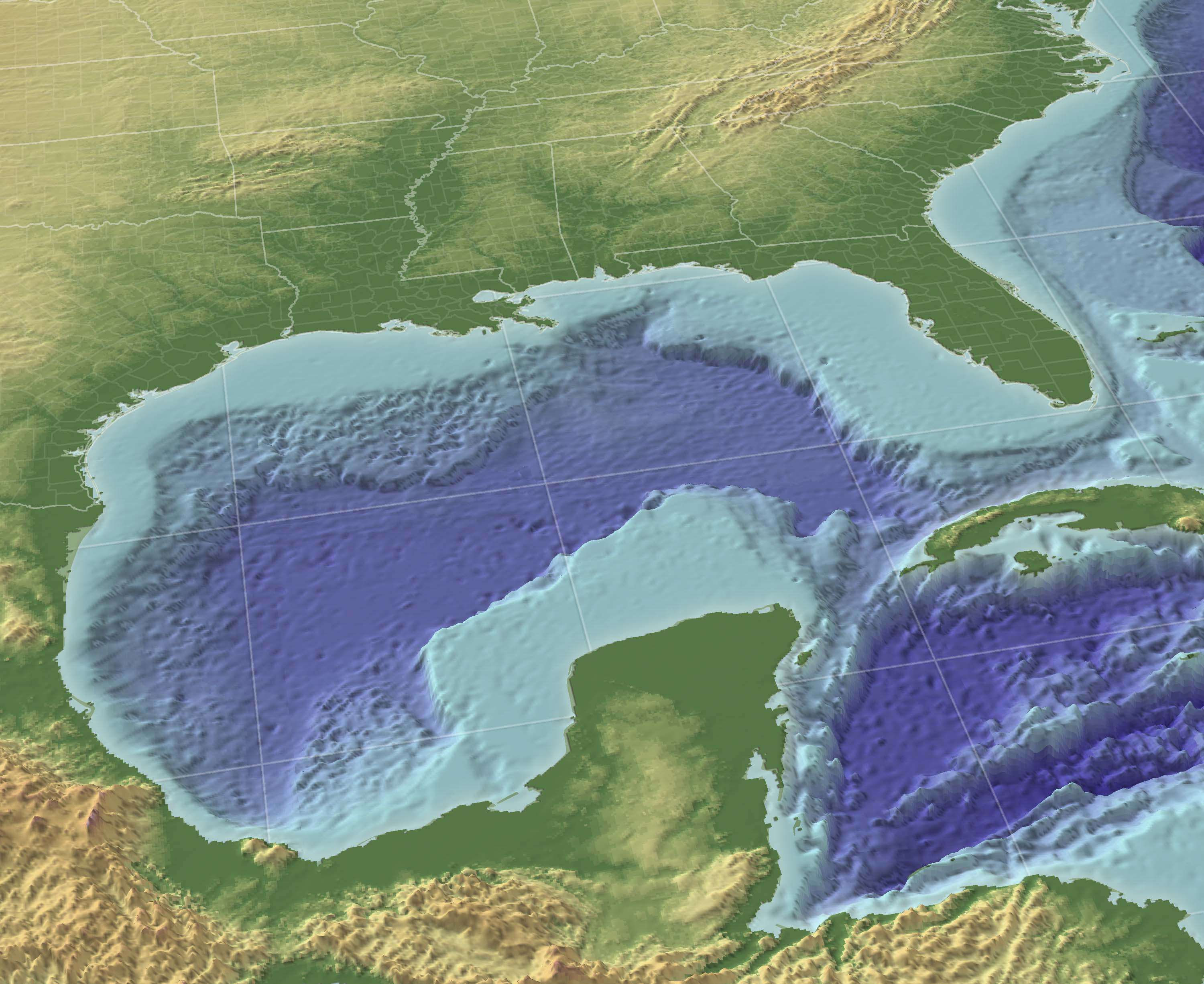
Golfe du Mexique.

Un golfe (italien golfo, grec kolpos, pli) est une partie de mer ou de lac avancée dans les terres. Le mot « golfe » désigne parfois une étendue d'eau plus grande qu'une baie ou qu'une rade. Il peut aussi désigner une mer intérieure (golfe Persique) ou mi-fermée (golfe de Finlande). Mais le terme peut s'appliquer à une mer bordière largement ouverte sur un océan ( golfe de Guinée) ou sur une mer bordière (golfe de Cambay).
Exemples de golfes maritimes :

## Golfes fermés, mers intérieures
- Golfe de Corinthe (Grèce), en mer Ionienne,
- Golfe du Morbihan (France) , océan Atlantique.
- Golfe de l'Ob, en mer de Kara, (Iamalie, Russie)
- Golfe Persique (Arabie saoudite - Bahreïn - Émirats arabes unis - Irak - Iran - Koweït - Oman - Qatar)

## Golfes mi-fermés
- Golfe d'Aden (Djibouti - Somalie - Yémen).
- Golfe d'Aqaba (Égypte - Israël - Jordanie - Arabie saoudite), également appelé golfe d'Eilat.
- Golfe de Boothia (Nunavut, Canada), dans le passage du Nord-Ouest.
- Golfe de Boni (Célèbes, Indonésie).
- Golfe de Botnie (Suède - Finlande).
- Golfe de Boughrara (Tunisie), en mer Méditerranée.
- Golfe de Californie (Mexique), également appelé mer de Cortés (en l'honneur du conquistador Hernán Cortés) et mer Vermeille.
- Golfe de Finlande (Estonie - Finlande - Russie).
- Golfe de Kutch (Gujarat, Inde), également appelé golfe de Catch, en mer d'Arabie.
- Golfe de La Napoule (Alpes-Maritimes, France), en mer Méditerranée, situé entre la pointe de la Croisette et la pointe de l'Aiguille, également appelé baie de Cannes.
- Golfe d'Oman (Oman).
- Golfe de Patras (Grèce), mer Ionienne.
- Golfe de la Reine-Maud (Nunavut, Canada), passage du Nord-Ouest.
- Golfe de Riga (Estonie - Lettonie).
- Golfe du Saint-Laurent (Canada).
- Golfe Saronique (Grèce), également appelé golfe de Salamine ou golfe d'Égine, en mer Égée.
- Golfe de Suez (Égypte), il était appelé golfe des Héros durant l'antiquité.
- Golfe de Thaïlande (Thaïlande - Cambodge - Viêt Nam - Malaisie).
- Golfe Thermaïque (Grèce), également appelé golfe de Thessalonique, en mer Égée.
- Golfe de Tomini (Célèbes, Indonésie).
- Golfe du Tonkin (Viêt Nam - Chine), également appelé baie de Beibu, en mer de Chine méridionale.

## Golfes ouverts, mers bordières
- Golfe d'Alaska (Alaska, États-Unis).
- Golfe d'Anadyr (Tchoukotka, Russie), en mer de Béring.
- Golfe du Bengale (Asie du Sud), appelé Bay of Bengal en anglais.
- Golfe de Cambay (Gujarat, Inde), également appelé golfe de Khambhat, en mer d'Arabie.
- Golfe de Carpentarie (Australie), en mer d'Arafura.
- Golfe de Corée (Chine - Corée du Nord), également appelé baie de Corée ou baie de Corée occidentale, en mer Jaune.
- Golfe de Gabès (Tunisie), en mer Méditerranée.
- Golfe de Gascogne (France - Espagne), appelé mar Cantabrica en Espagne.
- Golfe de Guinée (Liberia - Côte d'Ivoire - Ghana - Togo - Bénin - Nigeria - Cameroun - Guinée équatoriale - Gabon - Sao Tomé-et-Principe - république du Congo - république démocratique du Congo - Angola).
- Golfe d'Hammamet (Tunisie), en mer Méditerranée.
- Golfe du Lion (France - Espagne), en mer Méditerranée.
- Golfe de Mannar (Inde - Sri Lanka), en mer des Laquedives.
- Golfe de Martaban (Birmanie), en mer d'Andaman.
- Golfe du Mexique (Mexique - États-Unis - Cuba)
- Golfe de Monastir (Tunisie), en mer Méditerranée.
- Golfe de Porto (France), en mer Méditerranée.
- Golfe de Syrte (Libye), en mer Méditerranée.
- Golfe de Tunis (Tunisie), en mer Méditerranée.
- Golden Bay (Nouvelle-Zélande), en mer de Tasman, dans le détroit de Cook.

## Golfe lacustre
Sur le lac Victoria en Afrique :
- Golfe de Winam (Kenya)
- Golfe Emin Hashua (Tanzanie)
- Golfe Mwanza (Tanzanie)
- Golfe Speke (Tanzanie)
- Golfe Kabuno (république démocratique du Congo)